# 隆戈内萨比诺
隆戈内萨比诺（義大利語：Longone Sabino），是意大利列蒂省的一个市镇。总面积34.05平方公里，人口625人，人口密度18.4人/平方公里（2009年）。ISTAT代码为057034。